# Йакинлу
Йакинлу (финик. Yakinlu) — царь Арвада в 660-х годах до н. э.

## Биография

Арвад в составе Ассирии (середина VII века до н. э.)

Йакинлу, возможно, был сыном Матанбаала III, своего предшественника на престоле. Точная дата получения им власти над Арвадом не известна: последнее упоминание о Матанбаале III датируется 675 или 673 годом до н. э., а первое свидетельство о Йакинлу — последними годами правления ассирийского царя Асархаддона, скончавшегося в 669 году до н. э.
Вероятно, вскоре после восшествия на престол Йакинлу отказался подчиняться верховной власти царя Асархаддона, сильно ограничив возможность ассирийским торговым судам входить в гавань Арвада. По свидетельству, сохранившемуся в послании к Асархаддону его агента Итти-шамаш-балату, Йакинлу угрожал смертью любому, кто попытался бы вести торговлю с ассирийцами без его специального разрешения. Также Итти-шамаш-балату предупреждал своего повелителя, что арвадский царь через своего агента по имени Ил-маади поддерживал отношения с придворными ассирийского правителя из числа лиц, враждебно настроенных к Асархаддону. Несмотря на это, в исторических источниках отсутствуют какие-либо сведения о мерах, принятых Асархаддоном в отношении Йакинлу.
Однако после того как новым правителем Ассирии стал Ашшурбанапал, Йакинлу покорился верховной власти нового ассирийского монарха. В 669 году до н. э. царь Арвада вместе с другими финикийскими правителями прислал дары в ассирийскую столицу Ниневию по случаю восшествия Асархаддона на престол. Также в 667 году до н. э. Йакинлу посылал арвадских воинов и корабельщиков для участия в походе ассирийской армии в Египет. Во время этой военной компании, в которой участвовали отряды и других ассирийских данников, Ашшурбанапалу удалось восстановить контроль над дельтой и долиной Нила.
Тем не менее, во время очередного похода ассирийцев в Египет, осуществлённого в 663 или 662 году до н. э., Йакинлу, последовав примеру тирского царя Баала I, восстал против ассирийцев. Однако, также как и правитель Тира, царь Арвада вскоре должен был снова покориться Ашшурбанапалу. По приказу ассирийского правителя Йакинлу отправил свою дочь с богатым приданым в царский гарем в Ниневию, принял возглавлявшихся Набу-шар-усуром ассирийских посланцев и выплатил большу́ю дань. Также на Арвад была наложена ежегодная дань, состоявшая из золота, пурпурных тканей, рыб и птиц.
По свидетельству ассирийских надписей, против Йакинлу составили заговор собственные сыновья. При попустительстве ассирийцев около 660 года до н. э. Йакинлу был убит, и новым правителем Арвада с согласия Ашшурбанапала стал старший сын убитого царя Азибаал I. Братья нового арвадского правителя в качестве почётных заложников были отправлены в Ниневию, где им были предоставлены различные дворцовые должности.

## Комментарии
1. ↑  В ассирийских надписях упоминается, что кроме Йакинлу для этого похода в Египет Ашшурбанапалу своих воинов предоставили царь Тира Баал I, царь Иудеи Манассия, царь Эдома Кавс-габри, царь Моава Мусури, царь Аммона Амминадаб I, царь Библа Милкиасап, четыре палестинских властителя и десять кипрских владетелей[4].
2. ↑  В «Анналах Ашшурбанапала» упоминаются имена десяти сыновей царя Йакинлу: Азибаал, Абибаал, Адунибаал, Сапатибаал, Будибаал, Баалиашупу, Баалхануну, Баалмалуку, Абимилки и Ахимилки[1].